# Luisa Luisi
Luisa Luisi (née le 14 décembre 1883 à Paysandú et morte le 10 avril 1940 à Santa Lucía en Uruguay) est une poète, enseignante et critique littéraire uruguayenne.

## Biographie
Luisa Luisi naît le 14 décembre 1883 à Paysandú. Ses sœurs sont Clotilde Luisi et Paulina Luisi, ainsi que cinq autres enfants. Leurs parents sont un maçon et légionnaire de Garibaldi, Angel Luisi, et une enseignante et suffragette, Josefina Janicki.
Elle fréquente des écoles privées puis l'École normale pour filles de Montevideo, obtenant les diplômes nécessaires pour devenir institutrice. Elle devient ensuite directrice d'école avant de prendre sa retraite en 1929. Lors de sa carrière dans l'enseignement, elle se concentre sur le bien-être des élèves et sur une éducation multimodale qui repose notamment sur l'exercice en plein air et une décoration consciente des salles de classe.
Elle se bat aussi pour l'émancipation financière des femmes, revendiquant dix ans avant Une chambre à soi le droit pour une femme mariée d'être financièrement indépendante et de posséder seule un logement secondaire.
Les premières poésies de Luisa Luisi sont conceptuelles et se basent sur des idées philosophiques. En 1918, Luisi intègre la rédaction de Pegasus, un magazine littéraire uruguayen. Elle y écrit notamment une critique de l'œuvre de Hugo Mayo en 1921, ainsi que ses propres poèmes. Elle souffre ensuite d'une maladie qui lui fait perdre définitivement l'usage de ses jambes, et le ton de son œuvre change, devenant plus angoissé et mélancolique. Le travail de Luisa Luisi relève de la poésie réaliste uruguayenne, courant populaire de 1885 à 1935. En 1930, Alberto Felde juge sa poésie sèche et intellectualiste, sans esthétique.
En 1925, elle rédige un livre critique, A través de libros y autores.